# 隆普雷勒塞克
隆普雷勒塞克（法語：Longpré-le-Sec，法語發音：[lɔ̃pʁe lə sɛk]）是法国奥布省的一个市镇，属于特鲁瓦区。

## 地理
隆普雷勒塞克（48°11'15"N, 4°31'28"E）面积15.71 平方千米，位于法国大東部大區奥布省，该省份为法国中北部省份，北起马恩省，西接塞纳-马恩省，西南至约讷省，东南至科多尔省，东临上马恩省。
与隆普雷勒塞克接壤的市镇（或旧市镇、城区）包括：贝尔蒂尼奥勒、伯雷、布利尼、埃吉伊苏布瓦、马尼富沙尔、默尔维尔、上蒙马丹、皮和尼斯芒、维特里勒克鲁瓦塞。

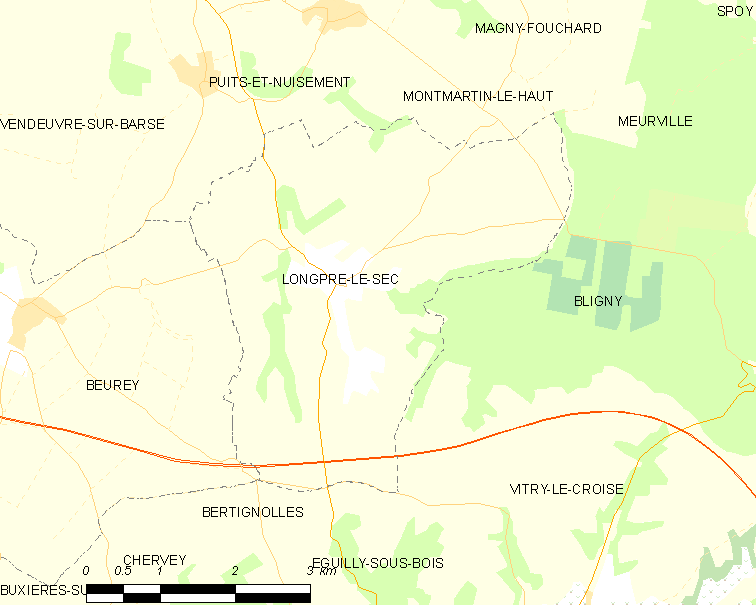
隆普雷勒塞克的OSM定位图

隆普雷勒塞克的时区为UTC+01:00、UTC+02:00（夏令时）。

## 行政
隆普雷勒塞克的邮政编码为10140，INSEE市镇编码为10205。

## 政治
隆普雷勒塞克所属的省级选区为巴尔斯河畔旺德夫尔县。

## 人口

1962-2008年间隆普雷勒塞克人口变化图示

隆普雷勒塞克于2022年1月1日时的人口数量为69人。